# Magnus Hedman
Pour les articles homonymes, voir Hedman.
Magnus Hedman est un footballeur (gardien de but) suédois né le 19 mars 1973 à Huddinge (Suède).
Il a succédé à Thomas Ravelli dans les buts de l'équipe de Suède, et a maintenant cédé sa place à Andreas Isaksson.
Il a participé à la coupe du monde 2002 et à la coupe d'Europe 2000 en tant que titulaire, et était troisième gardien pour la coupe du monde 1994 et remplaçant pour la coupe d'Europe 2004.

## Carrière

### Carrière internationale
- 58 sélections en équipe de Suède de 1997 à 2004
- Première sélection le 9 février 1997 contre la Roumanie à Bangkok

## Palmarès
AIK Solna
- Champion de Suède (1) : 1992
- Vainqueur de la Coupe de Suède (2) : 1996, 1997

 Celtic FC
- Champion d'Écosse (1) : 2004
- Vainqueur de la Coupe d'Écosse (2) : 2004, 2005

### Distinction personnelle
- Élu joueur suédois de l'année en 2000 par le journal Aftonbladet